# Robert Aebi Gruppe
Die Robert Aebi Gruppe hat ihren Stammsitz in Regensdorf in der Schweiz und handelt mit Bau- und Landmaschinen. Zur Unternehmensgruppe gehört zum einen die Robert Aebi AG, die den Geschäftsbereich Bautechnik in der Schweiz unter sich hat und zudem dort Generalvertreter von Volvo-Baumaschinen ist. Zum anderen gibt es den Geschäftsbereich Landtechnik Schweiz bestehend aus den Unternehmen Robert Aebi Landtechnik AG, Gerber & Reinmann AG, Fritz Spahr AG und Brülisauer Landmaschinen GmbH. In Deutschland hat den Geschäftsbereich Bautechnik die Robert Aebi GmbH übernommen und den Geschäftsbereich Landtechnik die Robert Aebi Landtechnik GmbH. Geschäftsführer der Gruppe mit insgesamt rund 950 Mitarbeitern und einem Umsatz von etwa 180 Mio. Euro (2022) ist Marcel Zahner.

## Geschichte
Die Geschichte der Robert Aebi Gruppe nahm ihren Anfang mit der Gründung der Firma Rötschi Frères, représentants de maisons étrangères et du pays im Jahr 1881 in Zürich durch Rudolf Rötschi und seinen Bruder Johann. Nachdem Johann 1891 aus der Firma ausgeschieden war, führte Rudolf das Unternehmen weiter und übernahm 1902 den Alleinverkauf des Sicherheitssprengstoffes Cheddite für den Schweizer Markt.
1903 begann die Zusammenarbeit mit den Von Roll'schen Eisenwerken. Nach dem Tod von Rudolf Rötschi im Jahr 1904 wurde sein Neffe Robert Aebi als Nachfolger bestimmt und die Firma wurde unter dem Namen Robert Aebi & Cie weitergeführt. 1912 verlor die Robert Aebi & Cie das Vertriebsrecht für den Sicherheitssprengstoff Cheddite und gründete 1913 die Schweizerische Sprengstoffabrik AG in Dottikon. Diese stellte zunächst den Zivilsprengstoff Altdorfit her, später kamen weitere Produkte hinzu.
Im Jahr 1917 übernahm die Robert Aebi & Cie die Maschinenfabrik in Regensdorf, die unter anderem Spezialschienenfahrzeuge für die SBB, Privatbahnen und Industriebahnen produzierte. Die Firma wurde 1921 von einer Kommanditgesellschaft in eine Aktiengesellschaft umgewandelt. 1930 erwarb Von Roll die Aktienmehrheit der Robert Aebi & Cie AG, intensivierte die Zusammenarbeit und übernahm 1934 die Matra Landmaschinen und Traktoren AG, die später als Matra AG weitergeführt wird, sowie 1939 die Construction Tubulaires S.A.
Die Zusammenarbeit der Matra AG mit John Deere begann 1956 und 1989 verlegte die Robert Aebi & Cie AG ihren Hauptsitz von Zürich nach Regensdorf. Mit dem Kauf der VME Schweiz AG im Jahr 1992 übernahm die Robert Aebi AG die Vertretung der Volvo-Erdbewegungsmaschinen. 1996 wurde das Geschäftsfeld Schienenfahrzeuge an die Schweizerische Lokomotiv- und Maschinenfabrik abgetreten. Im Jahr 1997 erfolgte die Expansion der Robert Aebi Gruppe nach Deutschland.
Im Jahr 2002 trennte sich die Robert Aebi AG durch ein Management-Buyout von Von Roll. 2007 übernahm die Familie Zahner sämtliche Aktien, wodurch die Robert Aebi AG erneut zu einem Familienunternehmen wurde.

## Standorte
Das Unternehmen unterhält in der Schweiz Standorte in folgenden Orten: Arbedo, Aarberg (Tochtergesellschaft: Fritz Spahr AG), Chavornay, Domat/Ems, Eichberg (Tochtergesellschaft: Brülisauer Landmaschinen AG), Gettnau, Kleinandelfingen (Tochtergesellschaft: Kurt Freitag), Ersigen, Henau, Landquart, Lengnau (Tochtergesellschaft: Fritz Spahr AG), Regensdorf (Hauptsitz), Rotkreuz, Schwarzhäusern (Tochtergesellschaft: Gerber & Reinmann AG) und Susten.
In Deutschland bestehen Standorte in: Achstetten, Leonberg, Nürnberg, Parsdorf, Teningen, Barbing, Volkach, Wittlich, Losheim am See, Simmern, Bolsdorf und Wölfersheim.

## Typenbezeichnung von Bahndiensttraktoren

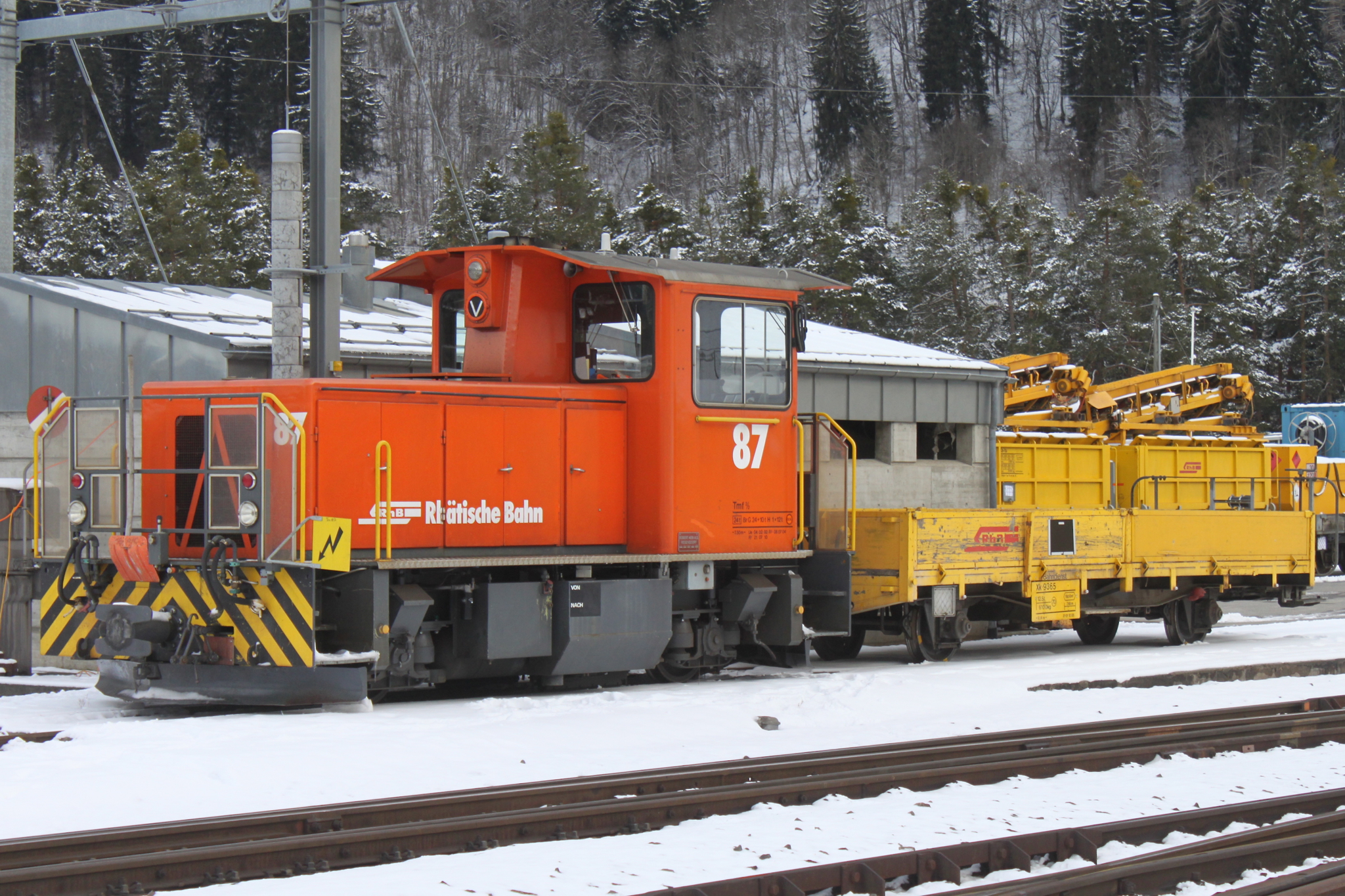
RACO Typ 420 CT 4H, RhB Tmf 2/2 87 mit Bauzug in Thusis, 2013

In der Typenbezeichnung von Robert Aebi & Cie (RACO) bedeuten:
- 240, 270, 420 = Leistung des Motors in PS. 240 PS (177 kW), 270 PS (199 kW), 420 PS (309 kW)
- D = Deutz-, C = Cummins-, L = SLM-, M = Mercedes- und S = Saurer-Dieselmotor
- T = Twin-disc Getriebe
- A = Transmission Aebi
- HT = Hydro Titan
- RS = RACO-Schaltgetriebe
- T = Twin disk
- V = Voith
- 3 = mit geschlossener Plattform
- 4 = Bauart mit Plattform (kurz oder lang)
- 7 = mit Vorbau
- H = Hiab-Kran

Es gilt zu beachten, dass die Typenbezeichnungen nicht immer konsequent eingehalten wurde. So haben die RhB Tmf 85–90 Fabrikschilder mit der Typenbezeichnung 420 CT 4H, obwohl sie einen Vorbau und keinen Hiab-Kran haben.